# بی‌واچ
بی‌واچ (در انگلیسی: Baywatch) نام مجموعه تلویزیونی آمریکایی دربارهٔ چند مأمور نجات غریق در شهرستان لس آنجلس در ایالت کالیفرنیا و هاوایی بود که وظیفه گشت‌زنی از سواحل پرطرفدار و شلوغ لس آنجلس کانتی و حفاظت از جان مردم و برقراری امنیت ساحل را برعهده داشتند. پخش مجموعه تلویزیونی بی‌واچ از سال‌های ۱۹۸۹ تا ۲۰۰۱ ادامه داشت. براساس کتاب رکوردهای جهانی گینس، مجموعه تلویزیونی بی‌واچ پربیننده‌ترین سریال تلویزیونی پخش شده در تاریخ سریالهای تلویزیونی در سراسر جهان بوده‌است به‌طوری‌که بیش از ۱٫۱ میلیارد تماشاگر تلویزیونی در سرتاسر جهان مجموعه تلویزیونی بی‌واچ را تماشا می‌کردند.
در سال ۲۰۱۷ فیلم گارد ساحلی براساس آن ساخته شد.

## موضوع اصلی
ستاره اصلی مجموعه تلویزیونی بی‌واچ، دیوید هاسلهوف در نقش میتچ بوچینان بود. مجموعه تلویزیونی بی‌واچ بر زندگی شخصی و کاری یک تیم نجات غریق در ساحل لس آنجلس کانتی در ایالت کالیفرنیای آمریکا تمرکز داشت. داستان ماجراها نیز اغلب به خطرات پیرامون ناجیان غریق و مسائل پیرامون گارد ساحلی می‌پرداخت. از اینجمله می‌توان به زمین لرزه، حمله کوسه ماهی به شناگران و موج سواران، به دام انداختن آدم‌کشان فراری، مبارزه با قاچاق مواد مخدر تا بمب اتمی اشاره کرد. نجات شناگران در حال غرق شدن یکی از صحنه‌های جذاب و همیشگی سریال بود. با اینحال کپشن آغازین مجموعه تلویزیونی بی‌واچ، تصاویری آهسته شده از ناجیان زیبا و خوش اندام غریق در حال دویدن بود. از آنجمله می‌توان به پاملا اندرسون، یاسمین بلیت، الکساندرا پائول، دیوید هسلهاف و دیوید کوروت اشاره کرد.